# Montserrat del Pozo Roselló
Montserrat del Pozo Roselló (Caracas, 13 de setembre de 1954) és una pedagoga innovadora catalana, durant molts anys directora del Col·legi Montserrat de Vallvidrera, i religiosa superiora general de les Missioneres Filles de la Sagrada Família de Natzaret des del 2013, motiu pel qual es va traslladar a viure a Roma. Ha escrit diversos llibres i ha impartit cursos per a professors i alumnes sobre les intel·ligències múltiples, qüestió sobre la qual és considerada un referent.
La seva família, d'origen català, es traslladà a Badalona en la seva infantesa. Entrà a la congregació de les Missioneres Filles de la Sagrada Família de Natzaret el 4 d'octubre de 1975. Estudià la llicenciatura en Filosofia i Lletres per la UAB, el màster en Psicologia i gestió familiar i és tècnica superior en Imatge i So. Es formà amb pedagogs reconeguts dels EUA, Itàlia i França com Glenn Doman, que defensa l'estimulació primerenca, i Howard Gardner, teòric de les intel·ligències múltiples, que volgué recollir el Premi Príncep d'Astúries del 2011 amb la religiosa.